# 专用集成电路与系统国家重点实验室
专用集成电路与系统国家重点实验室是位于中国上海市的一个国家重点实验室，隶属于复旦大学。1992年经批准利用世界银行贷款160万美元筹建，1995年9月通过验收开放。主要进行专用集成电路相关理论、集成电路设计技术等的研究。